# 23 الميزان b
23 الميزان b هو كوكب خارج النظام الشمسي يبعد عن الأرض نحو 85 سنة ضوئية (26 فرسخ فلكي) في كوكبة الميزان اكتشفت في نوفمبر 1999 يدور في نطاق صالح للحياة حول النجم 23 الميزان .